# Брент Еверетт
Брент Еверетт (англ. Brent Everett), справжнє ім'я Дастін Гермейн (англ. Dustin Germaine; нар. 10 лютого 1984, Саскачеван, Канада) — канадський гей-порно модель, актор і режисер.Hot studs Connor Maguire and Alexander Greene fuck
Розпочавши кар'єру в 2003 році, Брент Еверетт знявся в понад 33 фільмах різних порно-студій.

## Життєпис
У своїй ранній роботі Брент класифікувався як жінкоподібний хлопець. Через деякий час він став набирати м'язову масу і вже не вписувався в цей термін. У Брента є кілька впізнаваних татуювань на руках. Татуювання на правій руці є трьома китайськими ієрогліфами, які читаються як «Дастін» (da si ting 达斯汀). Також у нього є два татуювання, які розташовані трохи нижче лівого ліктя. Великий (21,5 см), ідеально красивий обрізаний пеніс, спортивна фігура і привабливість зробили Брента Еверетта одним із найвідоміших і найпопулярніших гей-порно-акторів.
Еверетт знімався без презервативів у фільмах для різних студій (в тому числі, його дебют без презерватива в США для Tipo Sesso, коли йому було 18 років). У більшості фільмів він знімався зі своїм хлопцем Чесом МакКінзі, з яким він почав свою кар'єру в порно (однак, він займався незахищеним анальним сексом і з іншими акторами).
Брент не підписував жодних контрактів із жодною студією, на відміну від інших акторів. Це дозволило йому перейти від однієї великої порно-компанії до іншої. Він знявся як модель у вересневому номері журналу Freshmen magazine's, також було багато зйомок для Playguy magazine. У 2004 році він знявся разом з Брентом Корріганом для Cobra Video's у сканадальному відео Schoolboy Crush.
Для подальшого зростання у своїй кар'єрі в порно, Еверетт відкрив свій власний вебсайт в кінці 2004 року, пропонуючи відео, завантаження зображень, онлайн-спілкування за допомогою вебкамери, а також інтернет-магазин, де він продавав свою використану нижню білизну. Крім того, Брент створив свою власну дистриб'юторську компанію під назвою Triple X Studios, в якій він грає і знімає свої картини.
У серпні 2006 року Channel 1 Releasing оголосив, що Брент з'явиться в 3 нових фільмах. Він дав інтерв'ю Джейсону Секресту на радіо KSEX 8 листопада 2007.
У вересні 2008 року Брент заявив, що планує укласти одностатевий шлюб з гей-порно зіркою Стівом Пене, що і відбулося на приватній церемонії 3 жовтня 2008 року в Сан-Дієго, Каліфорнія.
У травні 2009 року Брент Еверетт вирішив допомогти рідному місту, відкривши там кілька спортивних секцій.

## Нагороди і номінації

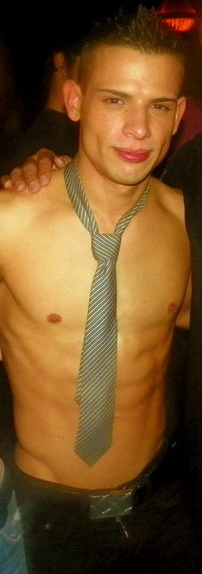

- 2006 — GRABBY Awards — Найкраща Duo-секс сцена: SuperSoaked (номінація)
- 2006 — Freshmen Magazine — Чоловік року за версією журналу Freshmen (перемога)
- 2007 — Voted #1: Top 5 men in porn — PornConfidential
- 2007 — GAYVN Awards — Найкраща секс-комедія: Little Big League 2 (номінація)
- 2007 — Voted #1: Top 10 men in porn — JasonCurious.com
- 2008 — Voted #1: Top 5 men in porn — PornConfidential
- 2008 — Міжнародна порно-зірка року — Under 27
- 2008 — Voted #1: Top 10 men in porn — JasonCurious.com
- 2009 — Cybersocket Web Award — Найкраща порно-зірка інтернет-сайту (номінація)
- 2009 — Cybersocket Web Award — Найкращий онлайн XXX показ (перемога)
- 2010 — Cybersocket Web Award — Найкраще любительське відео в мережі (номінація)
- 2010 — Cybersocket Web Award — Найкращий порно-блог (номінація)
- 2010 — Cybersocket Web Award — Найкраща порно-зірка (номінація)
- 2010 — Gayvn Award — Вебвиконавець року (перемога)
- 2010 — JRL Award — Найкращий гей порносайт (перемога)
- 2010 — Cybersocket Web Award — Найкраща любительська вебкамера (перемога)
- 2010 — Gayvn Award — Найкращий сайт порно-зірки (перемога)
- 2010 — Gayvn Award — Улюбленець фанатів (перемога)
- 2010 — Gayvn Award — Улюбленець фанатів (перемога)
- 2011 — Trendy Award — Найкращий член: обрізаний (перемога)
- 2011 — Trendy Award — Найкраще тріо: Brent Everett & Russo Twins (перемога)
- 2011 — Gayvn Award — Найкращий порно-сайт (перемога)
- 2012 — Cybersocket Web Award — Вибір серферів — Найкраще кіно року — Fuck U (перемога)
- 2012 — Hotrods — Найбільш відсмоктуваний член (перемога)
- 2012 — Cybersocket Web Award — Вибір серферів — найкраща порно-зірка (перемога)

## Фільмографія
- 2003 — Barebacking Across America
- 2003 — Schoolboy Crush
- 2003 — Cruising It Studio 2000
- 2003 — Sex Motel
- 2003 — Cruisemaster's Road Trip 5
- 2003 — Best of Brent Everett
- 2004 — My Overstuffed Jeans (Catalina Video)
- 2004 — Boyland (All worlds video)
- 2004 — Little Big League (Channel 1 releasing). Режисер — Doug Jefferies
- 2005 — Super Soaked (Falcon Studios). Режисер — ChiChi LaRue
- 2005 — Wicked (Channel 1 releasing). Режисер — ChiChi LaRue
- 2006 — Wantin' More (BrentEverett.com)
- 2006 — Sized Up (Channel 1 releasing).Режисер — ChiChi LaRue
- 2006 — Starting Young 2 (Channel 1 releasing). Режисер — ChiChi LaRue
- 2006 — Lookin for Trouble (Channel 1 releasing). Режисер — Doug Jefferies
- 2006 — Little Big League 2: 2nd Inning (Channel 1 releasing). Режисер — Doug Jefferies
- 2006 — Vancouver Nights (Fierce Dog) (не порно-роль)
- 2007 — Rascal Superstar Series 'Brent Everett' (Channel 1 releasing). Режисер — ChiChi LaRue
- 2010 — Brent Everett Is Wetter Than Ever (Channel 1 Releasing)
- 2010 — Sportin' Wood (Channel 1 Releasing)
- 2010 — Fuck U (Channel 1 Releasing)
- 2011 — Mitchell Rock Megastud! (Channel 1 Releasing)
- 2011 — Some Things Cum Up! (Channel 1 Releasing)
- 2011 — Brother Fucker (Channel 1 Releasing)
- 2011 — Wantin' More (Triple X Studios)
- 2011 — Raising The Bar (Channel 1 Releasing)
- 2011 — Take a Load Off (Channel 1 Releasing)

А також інші картини, в яких знімався Брент:
- Navy Blues as Sea man Mitchell
- Gay Pornstars as Jake (не порно-роль)

## Відгуки
- Endorsement deal: Maxpro Condoms
- Endorsement deal: Rock Hard Extreme — Herbal aphrodisiac